# 中世纪学
中世纪学（Medieval studies）是对中世纪的学术跨学科研究，该领域的学者被称为中世纪学家（Medievalist）。

## 历史
“中世纪学”一词在20世纪初开始被学术界采用，最初出现在G. G. Coulton的《十中世纪研究》（1906年）等书籍的标题中，以强调对历史学科采取更广泛的跨学科方法。在美国和欧洲的大学里，这个词为由考古学、艺术史、建筑学、历史学、文学和语言学等不同学科的学者组成的中心提供了连贯的身份。 
多伦多大学圣迈克尔学院的中世纪研究所于1929年成为第一个此类研究中心。该研究中心现在是多伦多大学宗座中世纪研究所(PIMS)。 
紧随其后的是印第安纳州圣母大学成立于1946年的中世纪研究所，其根源可以追溯到1933年中世纪研究计划的建立。与天主教机构的许多早期项目一样，它从中世纪经院哲学的复兴中汲取了力量，这些学者如埃蒂安·吉尔森和雅克·马里坦都在1930年代和1940年代定期访问圣母大学。